# Электра (Еврипид)
«Эле́ктра» (др.-греч. Ἠλέκτρα, Ēlektra) — трагедия древнегреческого драматурга Еврипида, сюжет которой основан на мифах аргосского цикла. Предположительно была впервые поставлена на сцене в 413 году до н. э. Текст пьесы полностью сохранился.

## Сюжет
Еврипид почерпнул сюжетный материал для «Электры» из мифов о Пелопидах. Царь Микен Агамемнон сразу после своего возвращения из Трои погибает от рук собственной жены Клитемнестры и её любовника Эгисфа, который захватывает трон. Действие пьесы начинается с тайного возвращения из изгнания единственного сына Агамемнона — Ореста. Его сестра Электра, насильно выданная за бедного крестьянина, становится помощницей Ореста в мести за смерть отца. Она заманивает Клитемнестру в свой дом, и там Орест убивает мать. В финале Диоскуры обещают матереубийце, что он будет оправдан Ареопагом.
В этой пьесе, как и в других, Еврипид по-новому трактует мифологические сюжеты, привнося в них бытовые детали и делая женщин более активными участниками событий. Так, Электра именно в этой трагедии впервые принимает непосредственное участие в мести за отца. Необычным является и выбор места действия: это не царский дворец, а деревня, где живёт Электра со своим мужем-крестьянином. Новизна ещё и в том, что Орест и Электра, отомстив за отца, не чувствуют уверенности в своей правоте; даже Диоскуры, обещая в финале традиционно счастливый исход, не могут одобрить матереубийство. Всё это способствует дегероизации мифа в пьесе.

## История текста
Точных данных о том, когда «Электра» была написана и поставлена на сцене, в сохранившихся источниках нет. При этом в конце пьесы Еврипид анонсирует сюжетный ход, на котором основана его трагедия «Елена», поставленная в 412 году до н. э., а появляющиеся здесь же Диоскуры говорят, что отправляются к берегам Сицилии оберегать корабли от бурь. Антиковеды считают это указаниями на весну 413 года как время постановки (именно тогда к берегам Сицилии отбыл афинский флот во главе с Демосфеном).
Парод «Электры» считался одним из самых печальных в греческой драматургии. Согласно Плутарху, после Пелопоннесской войны, когда победители решали судьбу Афин, и звучали предложения продать афинян в рабство, а сам город разрушить, один фокеец запел начало этого парода. «…Все были растроганы, все решили, что покончить со столь славным городом, давшим таких великих людей, и уничтожить его было бы делом чудовищно жестоким».
В 1962 году трагедию экранизировал греческий режиссёр Михалис Какояннис.